# Зоря Надгориння
«Зоря Надгориння» — офіційне видання Ізяславської районної ради і Ізяславської районної державної адміністрації. Тижневик. Реєстраційне свідоцтво ХЦ № 232 від 26 березня 1996 року.